# Rosmit Mantilla
Rosmit Mantilla (sinh ngày 13 tháng 12 năm 1982) là một chính khách Venezuela, người được bầu vào Quốc hội Venezuela trong bầu cử quốc hội Venezuela 2015. Ông được ghi nhận là chính khách đồng tính công khai đầu tiên từng được bầu vào Quốc hội.
Ông là thành viên của đảng Voluntad Popular.
Một nhà hoạt động vì quyền LGBT, Mantilla đã bị bắt vào tháng 5 năm 2014 trong cuộc biểu tình 2014–15 của Venezuela chống lại chính phủ của Nicolás Maduro. Ông đã bị giam giữ tại El Helicoide.
Ông được Tổ chức Ân xá Quốc tế tuyên bố là tù nhân lương tâm. Cùng với Renzo Prieto và Gilberto Sojo, ông là một trong ba người được bầu vào Quốc hội trong cuộc bầu cử năm 2015 vẫn đang ngồi tù trong ngày bầu cử do các cáo buộc xuất phát từ các cuộc biểu tình năm 2014.
Vào ngày 11 tháng 11 năm 2016, có tin ông được chuyển đến Bệnh viện Quân y vì tình trạng sức khỏe mong manh.  Một vài tháng trước đó đã được báo cáo rằng ông bị sỏi mật và bị bệnh nặng.  Vào ngày 15 tháng 11 năm 2016, mẹ của ông, Ingrid Flores, đã báo cáo rằng ông đã được chuyển một lần nữa nhưng lần này đến Urólogico San Román để điều trị nhiễm trùng dạ dày đang ảnh hưởng đến tuyến tụy của ông. Vào ngày 17 tháng 11 năm 2016 cuối cùng ông đã được thả ra sau hai năm rưỡi ngồi tù. Trong một cuộc phỏng vấn với trang kỹ thuật số Panorama, ông nói rằng ông sẽ nghỉ vài ngày để ở bên gia đình và được trích dẫn: "Tôi tràn đầy hy vọng và cam kết của tôi với Venezuela mạnh mẽ hơn bao giờ hết. Tôi sẽ tiếp tục đấu tranh vì Nhân quyền và để đạt được tự do cho Venezuela và các tù nhân lương tâm khác. Đây là lý do tại sao tôi muốn cảm ơn những người đã giúp tôi có mặt ở đây hôm nay".